# Banteay Srey Butterfly Centre
Koordinaten: 13° 30′ 31″ N, 103° 56′ 28″ O
Das Banteay Srey Butterfly Centre (Khmer មជ្ឈមណ្ឌលមេអំបៅបន្ទាយស្រី ‚Banteay Srey Schmetterlingszentrum‘, BBC, BSBC, auch Angkor Butterfly Centre) ist ein Schmetterlingszoo, der sich etwa 25 Kilometer nordöstlich der Stadt Siem Reap in Kambodscha befindet. Es ist das größte Schmetterlingszentrum in Südostasien.

## Geschichte
Das privat finanzierte Banteay Srey Butterfly Centre ist ein Ableger eines ähnlichen Unternehmens in Tansania, des Zansibar Butterfly Center, das im Januar 2008 für die Öffentlichkeit geöffnet wurde. Der britische Schmetterlingsenthusiast Ben Hayes, ein Gründer des Schmetterlingszoos auf Sansibar, übernahm die Leitung des Banteay Srey Butterfly Centre. Als Projektmanagerin vertrat Alistair Mold die kambodschanischen Interessen. Die Anlagen auf Sansibar und in Kambodscha sind in ihrem Konzept sehr ähnlich. Beratend für das Projekt trat auch der WWF (World Wide Fund For Nature) auf, der sich jedoch an der Finanzierung nicht beteiligte. Die Arbeiten an dem Projekt begannen im Jahr 2008 in der Provinz Siem Reap, wobei zunächst der Grundriss und die Entwicklung des Standorts geplant wurden. Bei den Planungen wurden die Bewohner der umliegenden Dörfer in bedeutendem Maßstab mit einbezogen. Dies im Besonderen im Hinblick darauf, dass die lokale Bevölkerung in den einkommensschwachen Landstrichen von dem zu erwartenden touristischem Interesse durch anreisende Besucher profitieren wird. Viele Bewohner der umliegenden Dörfer finden im Banteay Srey Butterfly Centre eine Anstellung bei der Pflege und Zucht von Schmetterlingen.
Wie schon im Zansibar Butterfly Centre in Tansania erfolgreich angewendet, werden die Kosten für das Banteay Srey Butterfly Centre zunächst durch Einnahmen von Touristen gedeckt. Parallel dazu erfolgen Einnahmen aus dem Verkauf von Schmetterlingen und Schmetterlingspuppen an Sammler, Zoos und andere Zentren, die sich in erster Linie in Europa und in den Vereinigten Staaten befinden. Wie der Biodiversitätskoordinator Ben Hayes ausführte, gab es mehrere Gründe, warum die Gegend um Siem Reap für das neue Schmetterlingszentrum ausgewählt wurde. Neben dem Tourismuspotential für die Gemeinden war im Besonderen der Reichtum der Schmetterlingsfauna in der Umgebung für die Planer ausschlaggebend. Etwa 20 bis 30 der Arten, die im Schmetterlingszoo gezeigt werden, leben in der Siem Reap-Region.

## Schmetterlingsarten und Anlagenausstattung
Die Anlage besteht aus einem nachgebildeten tropischen Regenwald mit zahlreichen frei fliegenden Schmetterlingen, die sämtlich zu den in Kambodscha einheimischen Arten zählen. Die Falter finden neben Futterpflanzen für ihre Raupen und Blüten als Nahrungsquelle auch angebotene Früchte als Alternativnahrungsquelle. Im Banteay Srey Butterfly Centre ist es möglich, Schmetterlinge aus der Nähe zu erleben und den gesamten Lebenszyklus vieler Arten zu beobachten. Den Besuchern werden viele Detailinformationen über Schmetterlinge vermittelt, u. a. ein Einblick in die Metamorphose der Schmetterlinge. Das sachkundige Personal erklärt den Hintergrund des Projekts und vermittelt Informationen zur Ökologie der Schmetterlinge. Da Schmetterlinge eine kurze Lebensdauer von nicht mehr als ein paar Wochen haben und da viele Arten nur saisonal auftreten, variiert die gezeigte Artenanzahl zuweilen. Um die Besucher zu beeindrucken, werden überwiegend große und farbenprächtige Tagschmetterlinge gezüchtet.
Das Banteay Srey Butterfly Centre dient auch als Forschungs- und Bildungszentrum für biologische Vielfalt. Schmetterlinge sind ein wesentlicher Bestandteil des Ökosystems und ein sensibler Indikator für die Lebenskraft der Umwelt. Untersuchungen zeigen, dass die Anzahl an Schmetterlingsarten alarmierend sinkt. Im Banteay Srey Butterfly Centre werden Sensibilisierungsprogramme erstellt, die zur Stärkung der biologischen Vielfalt beitragen sollen. Dazu werden in zunehmendem Maße Schulgruppen, Studenten und Regierungspersonal sowie andere interessierte Organisationen eingeladen, denen im Rahmen von Bildungsreisen in den Ausstellungs- und Zuchträumen die biologischen Vielfalt der Schmetterlinge und deren Wert für die Umwelt vermittelt werden.
Die nachfolgende Bild-Auswahl zeigt einige oftmals im Banteay Srey Butterfly Centre präsentierte Schmetterlingsarten.

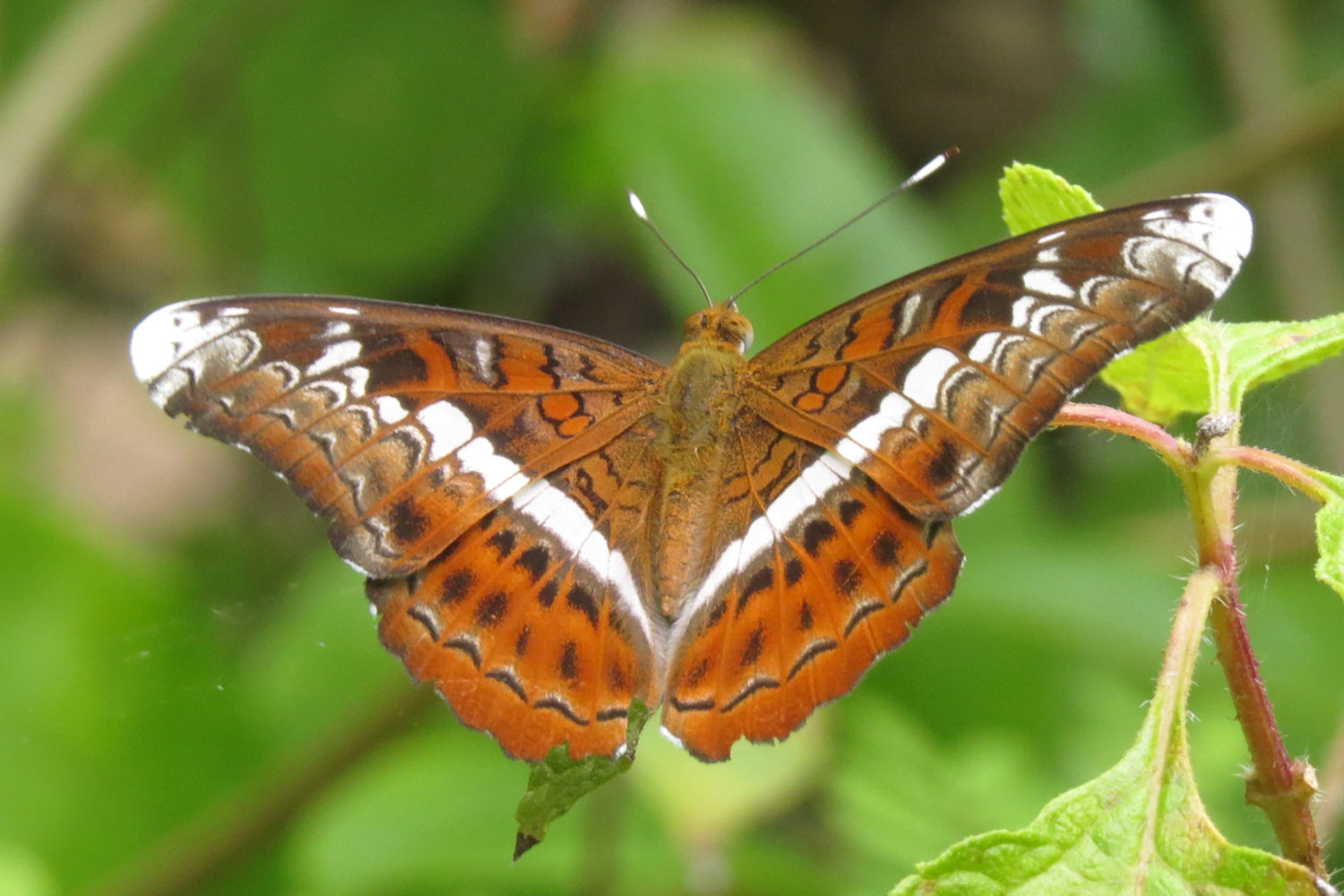
Lebadea Martha
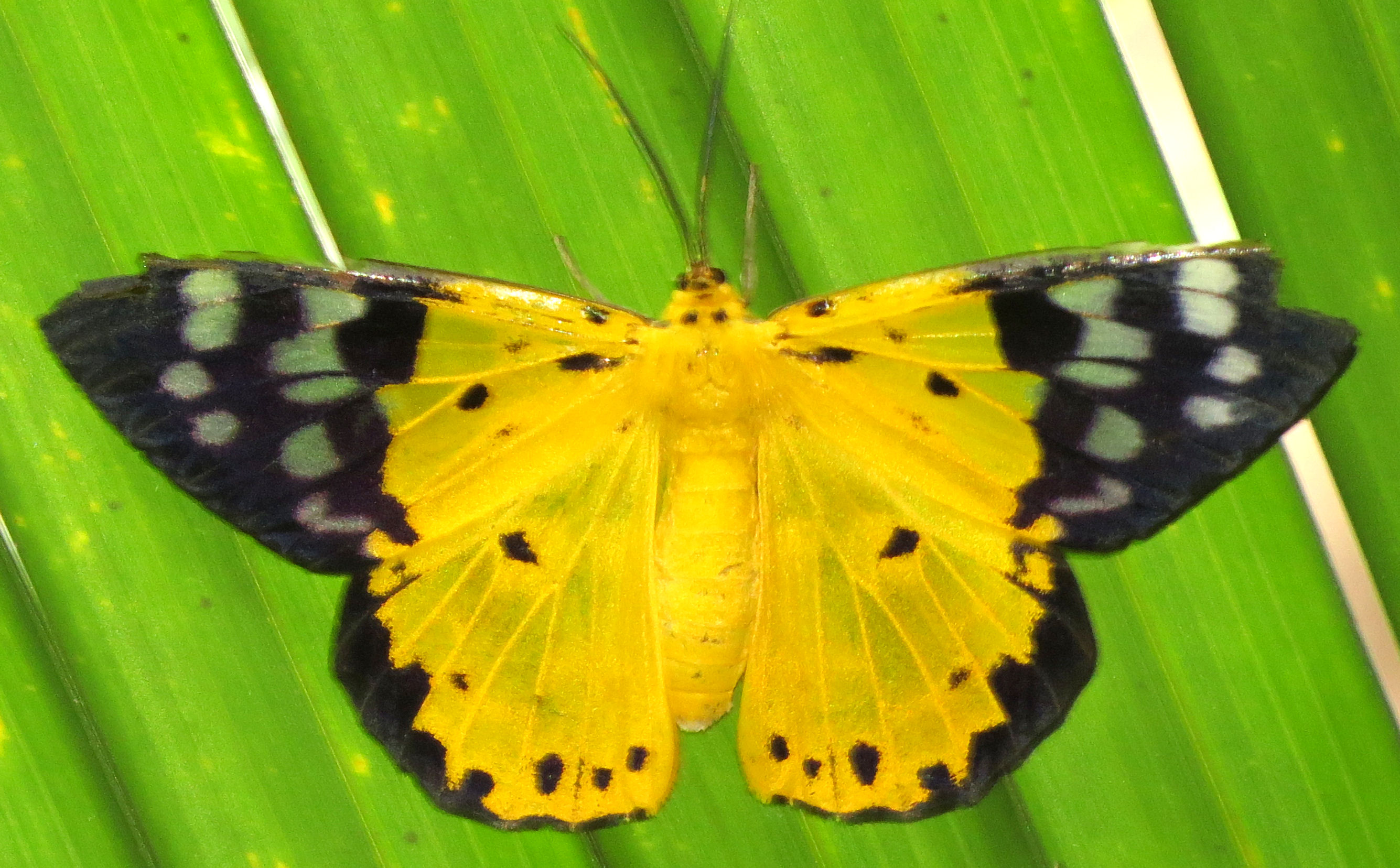
Dysphania sagana
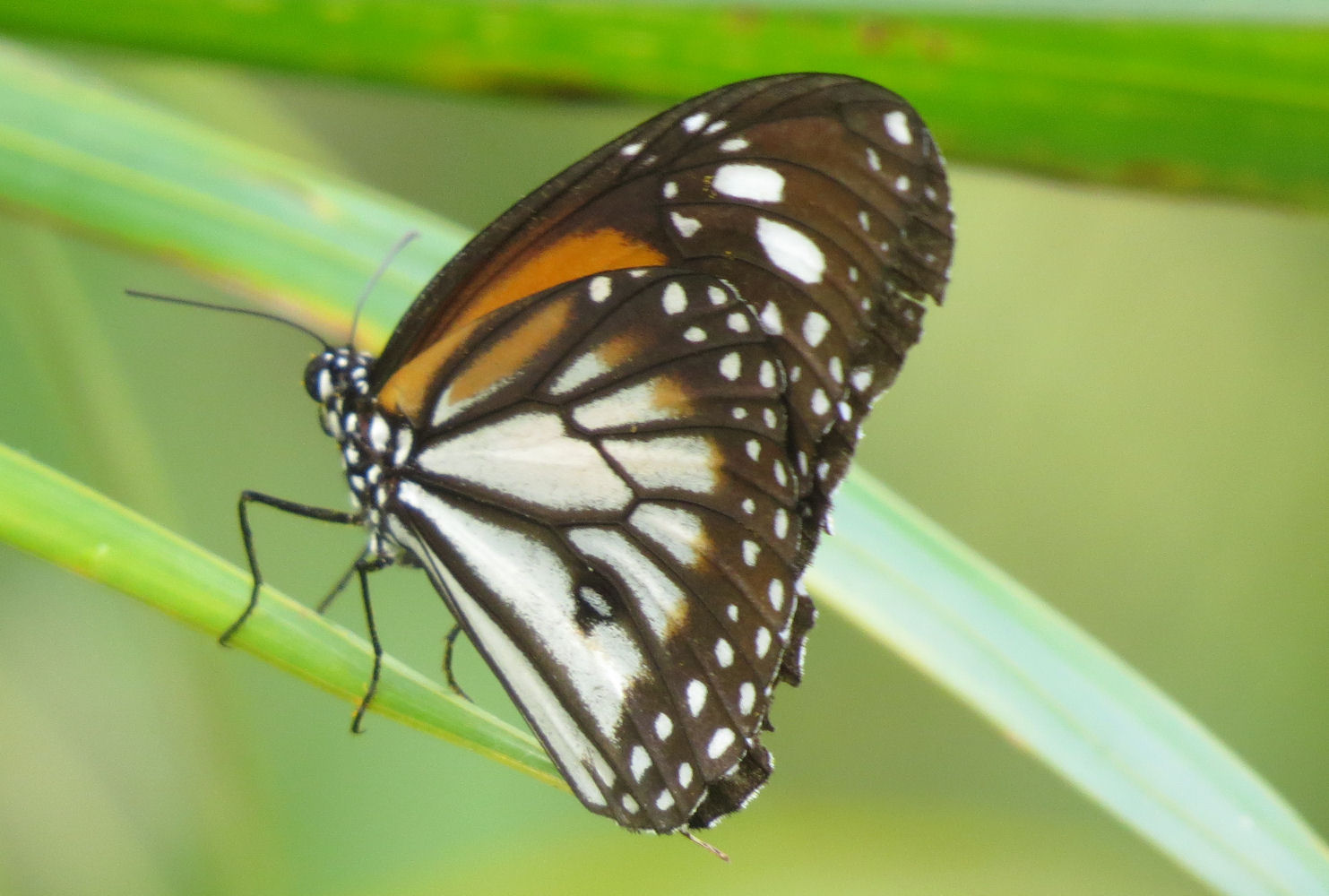
Danaus melanippus